# Heinz Klevenow
Heinz Klevenow (8 de noviembre de 1908 - 27 de enero de 1975) fue un actor teatral, cinematográfico, televisivo, radiofónico y de voz de nacionalidad alemana.

## Biografía
Nacido en Hildesheim, Alemania, fue conocido por interpretar en 1961 al detective Nero Wolfe en la serie televisiva Zu viele Köche, basada en los libros de Rex Stout. Hizo también papeles de reparto en filmes como Bekenntnisse des Hochstaplers Felix Krull (1957) y en el telefilm Der Zauberberg (1968), basado en la novela de Thomas Mann. Además, Klevenow fue durante muchos años, y hasta el momento de su muerte, miembro de la compañía del Teatro Thalia de Hamburgo.
Trabajó muchos años como actor radiofónico, colaborando a menudo con el director Fritz Schröder-Jahn. En este medio hizo numerosos papeles principales, como en 1964 en la famosa obra radiofónica Das Schiff Esperanza, de Fred von Hoerschelmann. En 1956 participó en la producción en cuatro partes Am grünen Strand der Spree, según texto de Hans Scholz, y que dirigió Gert Westphal. También actuó en la emisión dedicada al detective Paul Temple radiada por la Westdeutscher Rundfunk en 1958, Paul Temple und der Fall Lawrence, que dirigió Eduard Hermann y en la que actuaban René Deltgen, Annemarie Cordes y Kurt Lieck. 
Como actor de voz, fue doblador de actores como Vittorio de Sica en Madame de..., James Robertson Justice en Above Us the Waves, Lionel Barrymore en Qué bello es vivir o Lorne Greene en la primera versión en alemán de la serie Bonanza.
Klevenow estuvo casado con la actriz Marga Legal, naciendo fruto de su relación un hijo, el también actor y director teatral Heinz Klevenow junior.
Heinz Klevenow falleció en Hamburgo, Alemania, en el año 1975.

## Filmografía (selección)[1]
- 1949 : Liebe 47
- 1949 : Schicksal aus zweiter Hand
- 1952 : Klettermaxe
- 1953 : Das Nachtgespenst
- 1956 : Made in Germany
- 1957 : Las confesiones del estafador Felix Krull
- 1957 : Die Herberge (TV)
- 1958 : Stunde der Wahrheit (TV)
- 1958 : Die Beklagte (TV)
- 1958 : Der Fall de la Roncière (TV)
- 1960 : Der rote Kreis
- 1961 : Der Fälscher von London
- 1961 : Mörderspiel
- 1961 : Zu viele Köche (serie TV)
- 1971 : Preußen über alles… (miniserie TV)

## Radio (selección)
- 1947 : Was wäre, wenn ..., dirección de Ludwig Cremer
- 1947 : Die heilige Johanna, dirección de Ludwig Cremer
- 1947 : Elga, dirección de Hans Quest
- 1947 : Das Geheimnis der Familie Musgrave, dirección de Gustav Burmester
- 1947 : Der Kreidekreis, dirección de Hans Quest
- 1947 : Nachtflug, dirección de Günther Schnabel
- 1948 : Die Brücke von San Luis Rey, dirección de Gustav Burmester
- 1948 : Wer Wind sät, dirección de Erik Ode
- 1948 : Menschenleben nicht notiert - Ein Hörspiel um den Untergang der "Titanic", dirección de Fritz Schröder-Jahn
- 1948 : Die F-Gas-Ballade, dirección de Hans Quest
- 1948 : Der Eroberer, dirección de Hans Quest
- 1948 : Luftbrücke Berlin, dirección de Gustav Burmester
- 1948 : Damals, als die Brücke zerriß, dirección de Hans Quest
- 1949 : Der schwarze Jack, dirección de Fritz Schröder-Jahn
- 1949 : Sternschnuppen, dirección de Gustav Burmester
- 1949 : Goethe erzählt sein Leben, dirección de Mathias Wieman
- 1949 : Siegfried, dirección de Otto Kurth
- 1949 : Schiff ohne Hafen, dirección de Fritz Schröder-Jahn
- 1949 : Die Herzogin von Langeais, dirección de Wilhelm Semmelroth
- 1949 : Das Obergrunder Weihnachtsspiel, dirección de Fritz Schröder-Jahn
- 1950 : Die tote Königin, dirección de Ulrich Erfurth
- 1950 : General Frédéric, dirección de Kurt Reiss
- 1950 : Das goldene Haus in Attika, dirección de Hans Gertberg
- 1950 : Götter, Gräber und Gelehrte, dirección de Gustav Burmester
- 1950 : Rom - offene Stadt, dirección de Hans Gertberg
- 1950 : Lissabon, ein iberisches Tagebuch, dirección de Hans Gertberg
- 1950 : Die Geheimnisse von Paris, dirección de Hans Gertberg
- 1950 : Kirschen für Rom, dirección de Arno Assmann
- 1950 : Die Rückkehr des verlorenen Sohnes, dirección de Hans Paetsch
- 1950 : Die Erzählung des letzten Hirten, dirección de Gustav Burmester
- 1951 : Weißjacke, dirección de Otto Kurth
- 1951 : Interview mit einem Stern, dirección de Fritz Schröder-Jahn
- 1951 : Aucassin und Nicolette, dirección de Hans Lietzau
- 1951 : Das Obergrunder Paradiesspiel, dirección de Detlof Krüger
- 1951 : Der Teufel, dirección de Heinrich Koch
- 1951 : Europa - Traum oder Wirklichkeit, dirección de Fritz Schröder-Jahn
- 1951 : Ruf mich an, dirección de Hans Gertberg
- 1951 : Dumala, dirección de Theodor Steiner
- 1951 : Einer lügt von Anfang an, dirección de Detlof Krüger
- 1951 : Geschichte Gottfriedens von Berlichingen mit der eisernen Hand, dirección de Hans Lietzau
- 1951 : Amerigo schwieg, dirección de Fritz Schröder-Jahn
- 1952 : Wendemarke, dirección de Gert Westphal
- 1952 : Dunkle Wünsche, dirección de Hans Lietzau
- 1952 : Das Bild des Menschen, dirección de Wilhelm Semmelroth
- 1952 : Der König von Albanien, dirección de Fritz Schröder-Jahn
- 1952 : Das kleinere Übel, dirección de Theodor Steiner
- 1952 : Die kühne Operation, dirección de Otto Kurth
- 1952 : Keine Chance für Martinsen, dirección de Detlof Krüger
- 1952 : Der Quickborn, dirección de Hans Freundt
- 1952 : Der Posaunist von Jericho, dirección de Heinrich Ockel
- 1952 : Der Mann, der noch einmal leben durfte, dirección de Gert Westphal
- 1952 : Das Gericht zieht sich zur Beratung zurück (episodio Der Ankläger wird zum Verteidiger), dirección de Gerd Fricke
- 1952 : Der Schuß im Nebel, dirección de Fritz Schröder-Jahn
- 1952 : Kazan liegt an der Strecke nach Sibirien, dirección de Fritz Schröder-Jahn
- 1953 : Der verschwundene Graf, dirección de Gert Westphal
- 1953 : Gespräche des Nikodemus, dirección de Carl Nagel
- 1953 : Die großen Liebenden, dirección de Hans Gertberg
- 1953 : Die letzte Fahrt der Sofala, dirección de Hans Gertberg
- 1953 : Die Hutdynastie, dirección de Detlof Krüger
- 1953 : Menschliche Komödie, dirección de Hans Rosenhauer
- 1953 : Sonntagsschule für Negerkinder, dirección de Fritz Schröder-Jahn
- 1953 : Die großen Liebenden (episodio Elise Lensing und Friedrich Hebbel) , dirección de Detlof Krüger
- 1953 : Das Buch mit den drei goldenen Schlössern, dirección de Günter Siebert
- 1953 : Eine Handvoll Staub, dirección de Oswald Döpke
- 1953 : Der Tag der Schätzung, dirección de Günter Siebert
- 1954 : Die Suche nach dem Kaiser der Welt. Fünf Hörszenen, dirección de Detlof Krüger
- 1954 : Solo für Trompete, dirección de Oswald Döpke
- 1954 : Königin der Nacht, dirección de Oswald Döpke
- 1954 : Meine Frau wohnt nebenan, dirección de Erik Ode
- 1954 : König Nicolo, dirección de Wilhelm Semmelroth
- 1954 : Judas Ischariot, dirección de Günter Siebert
- 1954 : Geh nicht nach El Kuwehd, dirección de Karl Peter Biltz
- 1954 : Sabeth, dirección de Fritz Schröder-Jahn
- 1954 : Ein Opfer für Wind, dirección de Oswald Döpke
- 1954 : Unter dem Milchwald, dirección de Fritz Schröder-Jahn
- 1954 : Das Haus am See, dirección de Oswald Döpke
- 1954 : Papier bleibt doch Papier, dirección de Günter Siebert
- 1954 : Das ungeschriebene Gesetz, dirección de Günter Siebert
- 1954 : Herkules und der Stall des Augias, dirección de Gert Westphal
- 1954 : Das Ende der Teufelsinsel, dirección de Fritz Wendhausen
- 1955 : Ein Traumspiel, dirección de Karl Peter Biltz
- 1955 : Das Unternehmen der Wega, dirección de Kurt Reiss
- 1955 : Tun mit "h" geschrieben, dirección de Gerda von Uslar
- 1955 : Nicht nur Kleider machen Leute, dirección de Gerda von Uslar
- 1955 : Die Zikaden, dirección de Gert Westphal
- 1955 : Junge, Junge, wat'n Heunerkrom, dirección de Günter Jansen
- 1955 : Das Atelierfest, dirección de Fritz Schröder-Jahn
- 1955 : Die Goldmine des verlorenen Holländers, dirección de Gerlach Fiedler
- 1955 : Aufgabe von Siena, dirección de Walter Knaus
- 1955 : Pipapo - die Geschichte eines Drehbuchs, dirección de Hans Gertberg
- 1955 : Die toten Seelen, dirección de Carl Nagel
- 1955 : Das schönste Fest der Welt, dirección de Hans Gertberg
- 1955 : Zwei Grotesken, dirección de Gerda von Uslar
- 1956 : Der kleine Krieg, dirección de Günter Siebert
- 1956 : Unterm Birnbaum, dirección de Gert Westphal
- 1956 : Fritz Stavenhagen (Der Lotse, Mudder Mews y De dütsche Michel), dirección de Hans Tügel
- 1956 : Das Totenschiff, dirección de Gustav Burmester
- 1956 : Der Gott der Wälder, dirección de Fränze Roloff
- 1956 : Ein Lebenswerk, dirección de Fränze Roloff
- 1956 : Am grünen Strand der Spree, dirección de Gert Westphal
- 1956 : Er und Sie oder Wieso es nicht nur Frauen schwerfällt, sachlich zu sein, dirección de Gerda von Uslar
- 1956 : Das wissen die Götter, dirección de Hanns Korngiebel
- 1956 : Ahaswer, dirección de Fritz Schröder-Jahn
- 1956 : Abenteuer in der Weihnachtsnacht, dirección de Gerlach Fiedler
- 1957 : Die Staatskarosse, dirección de Kurt Hübner
- 1957 : Maigret und der Minister, dirección de Carl Nagel
- 1957 : Das Lächeln der Apostel, dirección de Hans Krendlesberger
- 1957 : Old Man River, dirección de Gustav Burmester
- 1957 : Moselfahrt, dirección de Gerda von Uslar
- 1958 : Steppenverhör, dirección de Oswald Döpke
- 1958 : Der Prozeß um des Esels Schatten, dirección de Ludwig Cremer
- 1958 : Anne Frank - Spur eines Kindes, dirección de Fritz Schröder-Jahn
- 1958 : Die Quelle, dirección de Wilhelm Semmelroth
- 1958 : Sansibar oder der letzte Grund, dirección de Fritz Schröder-Jahn
- 1958 : John Every oder Wieviel ist der Mensch wert?, dirección de Fritz Schröder-Jahn
- 1958 : Akt mit Geige, dirección de Raoul Wolfgang Schnell
- 1958 : Paul Temple und der Fall Lawrence, dirección de Eduard Hermann
- 1959 : Die Leute von Beersheba, dirección de Fritz Schröder-Jahn
- 1959 : Der Sturz vom Motorrad (de la serie Die Jagd nach dem Täter), dirección de S. O. Wagner
- 1959 : Die Schulden des Herrn Krösus, dirección de Günter Bommert
- 1959 : Die Tresore der Firma Livingstone (de la serie Die Jagd nach dem Täter), dirección de S. O. Wagner
- 1959 : Mord im Nebel (de la serie Die Jagd nach dem Täter), dirección de S. O. Wagner
- 1960 : Panik in Pearson (de la serie Die Jagd nach dem Täter), dirección de Gerda von Uslar
- 1960 : Die Versuchung des Paul Cézanne, dirección de Fritz Schröder-Jahn
- 1960 : Der Brandstifter (de la serie Die Jagd nach dem Täter), dirección de Gerda von Uslar
- 1961 : Herr Pum sucht seinen Mörder, dirección de Kraft-Alexander zu Hohenlohe-Oehringen
- 1961 : Das Möbel, dirección de Kraft-Alexander
- 1961 : Spuren im Sand, dirección de Curt Goetz-Pflug
- 1961 : Requiem für einen großen Kapitän, dirección de Joachim Hoene
- 1961 : Die große Nummer, dirección de Günter Siebert
- 1961 : Der zertrümmerte Aschenbecher (de la serie Die Jagd nach dem Täter), dirección de S. O. Wagner
- 1962 : Nocturno im Grandhotel, dirección de Fritz Schröder-Jahn
- 1962 : Baum bleibt Baum oder: Die Spielregel, dirección de Friedhelm Ortmann
- 1962 : Besuch im Pfarrhaus, dirección de Kraft-Alexander
- 1962 : Häuptling Abendwind, dirección de Kraft-Alexander
- 1962 : König Gordogan, dirección de Walter Knaus
- 1962 : Schuld und Sühne, dirección de Hermann Wenninger
- 1962 : Wohin soll ich gehen?, dirección de Hanns Korngiebel
- 1962 : Das Skelett im Moor (de la serie Die Jagd nach dem Täter), dirección de S. O. Wagner
- 1963 : Der Tod reist mit dem Zirkus (de la serie Die Jagd nach dem Täter), dirección de S. O. Wagner
- 1963 : Der Feuerofen, dirección de Heinz Wilhelm Schwarz
- 1963 : Der Verlorene, dirección de Heinz von Cramer
- 1963 : Der Nachfolger, dirección de Otto Kurth
- 1963 : Poker, dirección de Günter Siebert
- 1963 : Mondfinsternis, dirección de Fritz Schröder-Jahn
- 1963 : Die Ordonier und die Arnitarier, dirección de Hans Lietzau
- 1963 : Gegen de Vörschrift, dirección de Curt Timm
- 1963 : Gott liebt die Schweizer, dirección de Hans Lietzau
- 1963 : Der Colocolo, dirección de Günter Siebert
- 1963 : Der Entartete, dirección de Hans Lietzau
- 1964 : Lärm in Tripolis, dirección de Hans Dieter Schwarze
- 1964 : Tod eines Königs, dirección de Heinz von Cramer
- 1964 : Remis, dirección de Otto Kurth
- 1964 : Moby-Dick (2 partes), dirección de Walter Andreas Schwarz
- 1964 : Ein Wintermärchen, dirección de Fritz Schröder-Jahn
- 1964 : Das Schiff Esperanza, dirección de Fritz Schröder-Jahn
- 1964 : Die Schaukel in der Trauerweide, dirección de Oswald Döpke
- 1964 : Kraschewski verläßt das Altersheim, dirección de Cläre Schimmel
- 1964 : Und das Krumme wird gerade, dirección de Otto Kurth
- 1965 : Diamanten machen Freude, dirección de Harald Vock
- 1965 : Was ist besser als Geld (4 partes), dirección de Günter Siebert
- 1965 : Tod eines Prachtfinken, dirección de Cläre Schimmel
- 1965 : Einen Apfelbaum fällen, dirección de Oswald Döpke
- 1965 : UC III, Allee 2, dirección de Curt Goetz-Pflug
- 1965 : Die Verschwörung, dirección de Cläre Schimmel
- 1965 : General Forefinger, dirección de Peter Schulze-Rohr
- 1965 : Goldene Hochzeit, dirección de Cläre Schimmel
- 1965 : Der gläserne Amboß, dirección de Cläre Schimmel
- 1966 : Der Schatten des Mächtigen, dirección de Otto Kurth
- 1966 : Yamamba - die Berghexe, dirección de Bernhard Rübenach
- 1966 : Der Taubenfänger, dirección de Cläre Schimmel
- 1967 : Gaslicht, dirección de Rolf von Goth
- 1967 : Agnes Bernauer, dirección de Hermann Wenninger
- 1967 : Ein Weihnachtskind für Cherokee, dirección de Rolf von Goth
- 1968 : Schuld und Sühne in den Karpaten, dirección de Rolf von Goth
- 1968 : Auslandsgespräch, dirección de Heinz-Günter Stamm
- 1968 : Der Prinz und der Betteljunge, dirección de Otto Kurth
- 1968 : Der Mörder von Griquatown, dirección de Günter Siebert
- 1968 : Bericht über die Pest in London, erstattet von Bürgern der Stadt, die im Jahre 1665, zwischen Mai und November, daran zugrunde gingen, dirección de Heinz von Cramer
- 1969 : Soldaten - Nekrolog auf Genf, dirección de Peter Schulze-Rohr
- 1970 : Faust - Der Tragödie dritter Teil, dirección de Ludwig Cremer